# 袁小迪
袁小迪（1960年2月3日－），本名黃文鴻，台南市六甲區人，為臺灣台語流行音樂男歌手，是音樂製作人駱明道的學生。

## 生平
兒子是金曲樂團落日飛車薩克斯風手黃浩庭，父親則是傳奇唸歌手黃清音。
早年在唱片公司豪記唱片宣傳的大力撮合下，於2002年加盟豪記唱片公司，不到一年之後的袁小迪與龍千玉合作發行經典男女對唱歌曲「男人情 女人心」、「離別的酒」等等，專輯一推出就榮獲各大KTV點播排行榜冠軍，因為一開盤就擁有這樣的好成績，讓唱片公司就乘勝追擊推出了袁小迪在豪記的個人首張情歌對唱專輯「情深深」，專輯一推出立刻就引起了廣大歌迷的熱烈迴響，讓原本多年來都未曾再發專輯的袁小迪對歌唱事業又燃起了極大的信心。從此成為他的為人熟悉代表歌曲之一。
2004年又陸續推出了最新專輯「紙雲煙」一推出就有亮眼的成績，之後離開豪記唱片後另自組公司，先後推出專輯「重出江湖」、「人生阿人生」、「兄妹」、「馬路英雄」、「四重溪之戀」。睽違七年再回到豪記唱片，袁小迪曾笑說：「回家的感覺真好！」。
2016年11月加盟華特國際音樂。

## 專輯
|     | 唱片公司     | 發行日     | 專輯名稱                             | 曲目 |
| 1.  | 太陽神唱片   | 1986年6月  | 《你是無情的人》                     | 歌名 1.你是無情的人 2.一定會較好 3.生的滋味 4.海上男兒 5.阿美小姐 6.女性男性 7.飄浪情深 8.我是有情人 9.浪子的苦衷 10.忘的鳳凰橋 11.港都戀歌 12.可憐的小故娘                                             |
| 2.  | 太陽神唱片   | 1987年8月  | 《是你反背我》                       | 歌名 1.是你反背我 2.痴情的人 3.有緣無緣天註定 4.小等咧！小姐 5.秋雨情 6.米酒傷心淚 7.是你給我傷心 8.故鄉的人 9.萬里追情 10.誰人無理想 11.留戀無了時 12.男性的心情                                       |
| 3.  | 太陽神唱片   | 1987年     | 《變心的愛人》                       | 歌名 1.為何欺騙我 2.變心的愛人 3.我敢是大憨人 4.心愛的再會 5.思念彼個人 6.故鄉的月 7.窗外夜雨 8.愛情奈何橋 9.不變的愛 10.甘是一場夢 11.慕影 12.誰人祙想起故鄉                                           |
| 4.  | 太陽神唱片   | 1988年1月  | 《獨身仔的心聲》                     | 歌名 1.獨身仔的心聲 2.舞伴 3.放風吹 4.愛情的罪魁 5.因為我愛你 6.心情 7.今夜我要飲乎醉 8.找無心愛來作伴 9.多情的人 10.惜別夜港邊 11.傷情的酒 12.何時再相會                                               |
| 5.  | 名冠唱片     | 1994年     | 《糊塗浪子心》                       | 歌名 1.心碎∙酒醉 2.糊塗浪子心 3.乎你我的心 4.重逢 5.生命的戀歌 6.戀情 7.原諒我∙幼稚多情 8.戀愛城市 9.今晚的酒 10.風吹一直飛                                                                             |
| 6.  | 福和唱片     | 1995年     | 《傷心的歌》                         | 歌名 1.傷心的歌 2.誰人卡花 3.真心交給天看 4.跟音樂跳舞 5.心內有藍天 6.情花 7.決定欲愛你 8.回鄉的日子 9.舞伴 10.你是無情的人 11.是你反背我 12.為何欺騙我 13.心碎酒醉                                     |
| 7.  | 福和唱片     | 1995年5月  | 《袁小迪的最愛精選輯》               | 歌名 1.愛情的酒攏𧙕退 2.酒是舞伴你是性命 3.今夜的月光 4.連杯酒 5.心酸講無話 6.愛你愛到心痛 7.多情多怨嘆 8.野草亦是花 9.愛我三分鐘 10.將你放𧙕記 11.野花 12.秋風女人心                                   |
| 8.  | 福和唱片     | 1995年11月 | 《袁小迪最愛情歌精選第二版》         | 歌名 1.風吹風吹（風箏） 2.為著你一人 3.烈情玫瑰 4.愛入疼入心 5.CALL IN你的心 6.夢中情 7.傷過心的人 8.秘密情人 9.你惦我心內尚深的所在 10.若是我回頭來牽你的手 11.變調戀歌 12.甘願                        |
| 9.  | 金銳唱片     | 1997年11月 | 《情花》                             | 歌名 1.情花 2.真情獻乎你 3.最後愛一擺 4.決定欲愛你 5.真心交乎天看 6.心內有藍天 7.回鄉的日子 8.跟音樂跳舞 9.飆舞 10.情花（癡情版）                                                                       |
| 10. | 豪記唱片     | 2003年1月  | 《情深深》                           | 歌名 1.情深深 2.愛你千年萬年 3.無尾巷 4.真情只一擺 5.醉乎死 6.為愛等待我願意 7.等你返來 8.空夢 9.酒尚坦白 10.自由飛 11.愛到永遠 12.桃花心 13.男人情女人心 14.離別的酒 15.醉乎死 (KALA) 16.情深深 (KALA) |
| 11. | 豪記唱片     | 2004年5月  | 《紙雲煙》                           | 歌名 1.愛愈深傷愈重 2.紙雲煙 3.悲情的呼聲 4.一個人 5.海浪 6.思相枝 7.相依為命 8.想你的心 9.情畫 10.將春天藏在叨位 11.舞伴 12.是你反背我 13.心碎∙酒醉 14.星星知我心 15.愛愈深傷愈重                      |
| 12. | 迪笙國際     | 2005年1月  | 《重出江湖》                         | 歌名 1.藝人 2.重出江湖 3.恆春的風 4.愛傷著心 5.打火兄弟 6.風雨情 7.過了今夜 8.秋分 9.歸船 10.幸福手中過                                                                                                 |
| 13. | 偉城國際     | 2005年4月  | 《向蕙玲&袁小迪 純情紅玫瑰對唱專輯》 | 歌名 1.漂泊的愛 2.純情紅玫瑰 3.情人裳 4.今夜又擱塊落雨 5.初戀 6.車站 7.海海人生 8.秘密情人 9.愛人醉落去 10.你是我所有的性命                                                                             |
| 14. | 迪笙國際     | 2006年6月  | 《人生啊人生》                       | 歌名 1.人生啊人生 2.今夜台北城 (&曾心梅) 3.後悔 4.大仔 5.籤詩 6.歐卡桑 7.愛你親像我 (&楊依婷) 8.真心沉落海 9.決定 10.回航                                                                               |
| 15. | 大棠科技音樂 | 2007年10月 | 《兄妹》                             | 歌名 1.越頭 2.兄妹 3.紅塵情愛一場夢 4.無路可退 5.高鐵的月台 6.落葉愁 7.等待 8.期待變悲哀 9.只恨你一人 10.情無解                                                                                         |
| 16. | 大棠科技音樂 | 2008年12月 | 《再會》                             | 歌名 1.再會 2.馬路英雄 3.出外好朋友 4.愛的傷誰人賠 5.孤城 6.愛的花園 7.感情這齣戲 8.今夜港都我尚美 9.愛你嘸驚無命 10.心愛你甘知                                                                         |
| 17. | 大棠科技音樂 | 2010年8月  | 《四重溪之戀》                       | 歌名 1.再會 2.爽就好 3.英雄心 4.四重溪之戀 5.拆破的愛 6.相思月 (vs鄧詠家) 7.愛麥勉強 8.天地情網 9.重逢台北市 (vs鄧詠家) 10.打死無退                                                                     |
| 18. | 豪記唱片     | 2011年9月  | 《買醉的藉口》                       | 歌名 1.買醉的藉口 2.愛你愛到死 (&龍千玉) 3.再會安平 (&張秀卿) 4.我是真愛你 (&陳思安) 5.出外英雄 6.越頭看人生 7.再相會 (&龍千玉) 8.一代梟雄 9.三年 10.溫暖的冬天                                         |
| 19. | 豪記唱片     | 2012年6月  | 《你是我的靠山》                     | 歌名 1.你是我的靠山 2.鴛鴦被 (&林姍) 3.枕頭伴 4.懷念的華爾滋 5.小姐免歹勢 6.雨夜路燈 7.情字 8.無你的所在 9.愛到幸福站 10.朋友保重                                                                       |
| 20. | 豪記唱片     | 2013年8月  | 《打拼》                             | 歌名 1.打拼 2.胭脂淚 3.阿母 4.無怨無悔 5.稻草命 6.風中一粒沙 7.不怕苦 8.痴心阮一人 9.續緣 10.無人祝福的愛情 (&楊靜)                                                                                     |
| 21. | 豪記唱片     | 2014年8月  | 《嘸通做歹子》                       | 歌名 1.乎乾 (&楊哲) 2.感謝您愛過我 (&喬幼) 3.嘸通做歹子 4.朋友啊 (&吳僑) 5.愛妳的夢 6.留妳留不住 7.幸福的地圖 8.我甲已憨 9.夢中醉 10.相思曲                                                             |
| 22. | 華特國際音樂 | 2016年12月 | 《無限的日期》                       | 歌名 1.阿爸 2.無限的日期 3.向前衝 4.回頭路 (vs.陳凱欣) 5.逗陣兄弟 (vs.郭東聖) 6.不敢想起的你 7.為愛走闖 8.拼命三郎 9.手下留情 10.勇敢阮的名                                                             |
| 23. | 華特國際音樂 | 2018年2月  | 《英雄夢之無期徒刑》                 | 歌名 1.英雄夢 2.無期徒刑 3.傷心吧台 (vs.陳凱欣) 4.一杯酒 5.夢歌 6.再會啦檳榔西施 7.等無一句我愛你 8.愛人的背影 9.燒酒話 (vs.蔡義德) 10.最後一擺痛                                                       |
| 24. | 華特國際音樂 | 2019年1月  | 《浪子淚》                           | 歌名 1.浪子淚 2.牽著你的手 3.望月問天星 4.手中線 5.情願 6.女人香 7.傷情歌 8.嗆賭 9.心内無別的 10.思念的雨水                                                                                             |
| 25. | 華特國際音樂 | 2020年1月  | 《來生緣》                           | 歌名 1.來生緣 2.將你放心肝 (vs.陳小菁) 3.往事啊 4.兄弟三五個 (vs.許世憑) 5.南都思鄉曲 6.憨憨啊望 7.愛過的心 8.美夢成真 (vs.陳凱欣) 9.無所謂 10.異鄉想愛人                                               |
| 26. | 華特國際音樂 | 2021年8月  | 《問你敢不敢》                       | 歌名 1.問你敢不敢 2.漂泊的眼淚 (vs.麗蓉) 3.夜半戀歌 4.煞煞去 5.天地人 6.愛甲心會疼 7.莫名其妙 8.命運甲己寫 9.從今以後 10.兄弟情 (vs.林宏銘)                                                             |
| 27. | 華特國際音樂 | 2022年8月  | 《棋》                               | 歌名 1.棋 2.問自己 3.風中的情花（vs.秀蘭瑪雅） 4.傷心的人唱傷心的歌 5.兄弟大膽創（vs.郭和平） 6.秋風吹 7.我 8.勇敢拼出一片天 9.春風破 10.笑笑人生                                                       |
| 28. | 華特國際音樂 | 2023年11月 | 《情義》                             | 歌名 1.情義 2.望月想情人（vs.陳小菁） 3.五點五十分 4.天星 5.風塵酒杯 6.放你去飛 7.純情歐豆寇 8.愛你到最後 9.孤單萬歲 10.心中的月娘                                                                      |
| 29. | 華特國際音樂 | 2024年11月 | 《無情劍》                           | 歌名 1.無情劍 2.痴心换真愛（vs.陳小菁） 3.冷花香 4.酒比水卡薄 5.可愛可恨的人 6.放我煞 7.愛著無情人 8.字條 9.痴情淚 10.愛的腳步                                                                            |

## 金曲獎
| 年份   | 金曲獎       | 獎項                   | 專輯名稱       | 唱片公司 | 結果 |
| ------ | ------------ | ---------------------- | -------------- | -------- | ---- |
| 1994年 | 第6屆金曲獎  | 最佳方言歌曲男演唱人獎 | 《糊塗浪子心》 | 名冠唱片 | 提名 |
| 2007年 | 第18屆金曲獎 | 最佳台語男歌手獎       | 《人生啊人生》 | 迪笙國際 | 提名 |

## 電視劇
| 年份 | 頻道 | 劇名                         | 飾演   |
| ---- | ---- | ---------------------------- | ------ |
|      | 民視 | 《台灣奇案宜蘭二結阿母的歌》 | 陳富貴 |
|      | 民視 | 《台灣奇案虎尾鱸鰻》         | 李明道 |

## 廣告代言
- 2016年：勳風K歌棒